# 丸木俊
丸木 俊（まるき とし、1912年2月11日 - 2000年1月13日）は、日本の洋画家。出生名・赤松俊。

## 人物・経歴

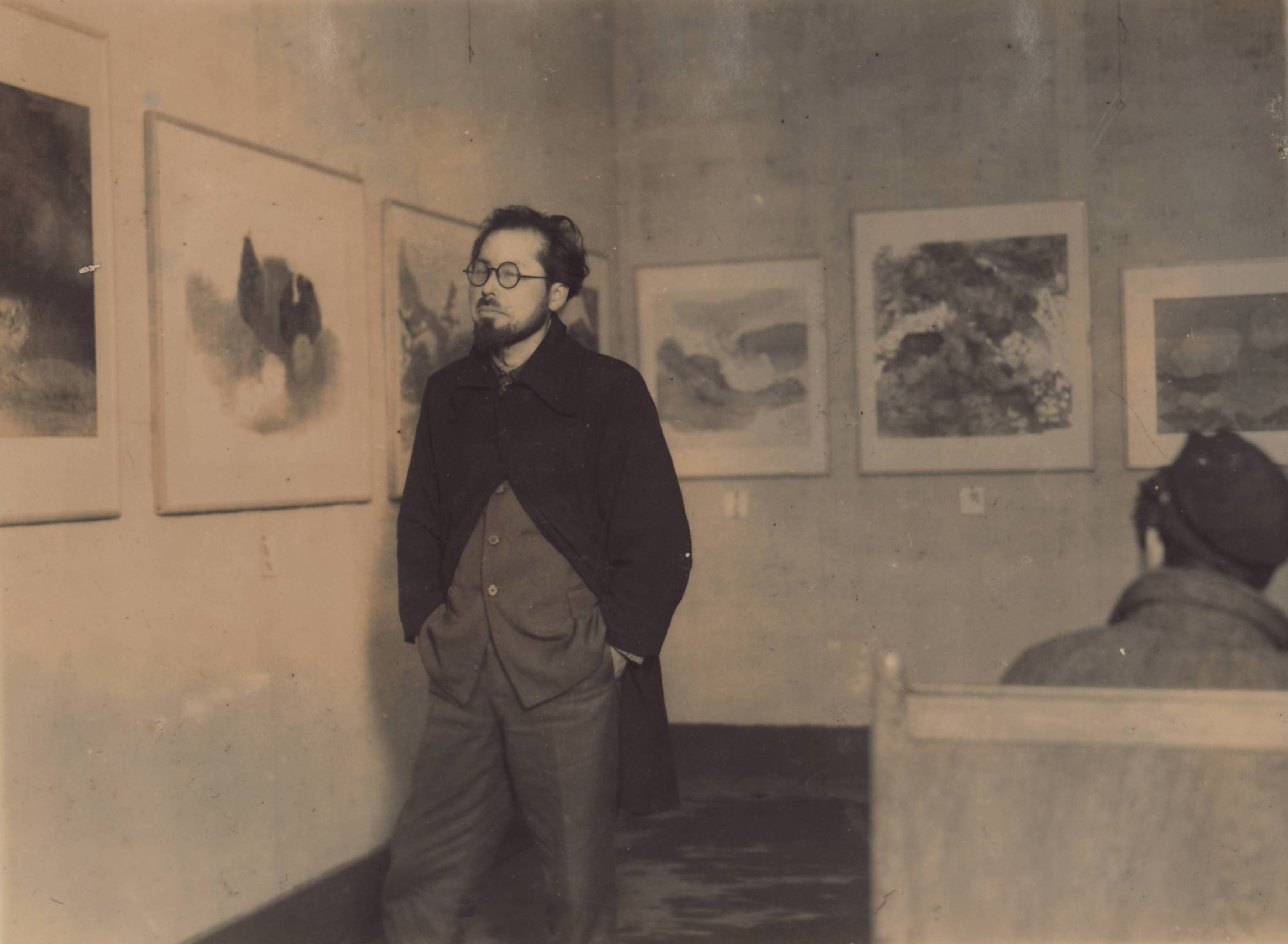
丸木位里 / 俊の夫で同じく画家。「原爆の図」の共同制作者であった。

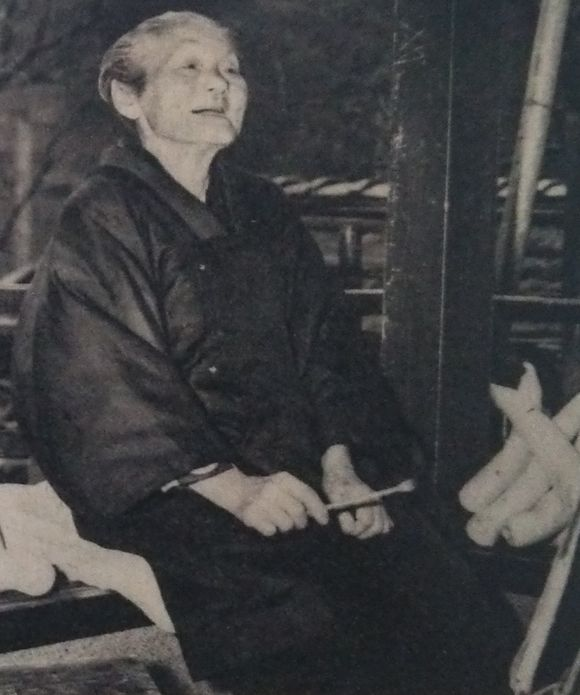
丸木スマ / 俊の義母（位里の母）。戦後、画家の活動を始めたが非業の死を遂げた。

北海道雨竜郡秩父別村の善性寺に生まれる。丸木位里との結婚後も1956年までは赤松俊子（あかまつ としこ）の名を使用。位里の母・丸木スマの死後、「女絵かきの名を継ぐため」に丸木姓を名乗るようになり、1957年から1964年頃まで丸木俊子としていた時期もあったが、その後は丸木俊（戸籍名は俊）を名乗る。北海道庁立旭川高等女学校、女子美術専門学校師範科西洋画部卒。1933年から1937年まで市川尋常高等小学校の代用教員を務め、市川市で間借り生活を送る。1937年から1938年にかけて、市川尋常高等小学校の同僚であった平野婦美子の仲介で、一等通訳官・油橋重遠の子の家庭教師としてモスクワへ赴任。帰国後の春から8月まで市川尋常高等小学校の代用教員を務めたのち、東京・豊島区長崎のアトリエ村に住む。1939年、第26回二科展に初入選。1940年に半年間、当時日本の統治下にあった南洋群島のパラオ諸島、ヤップ島を旅する。1941年にはソ連公使・西春彦の子の家庭教師として半年間モスクワへ赴任。1941年7月、丸木位里と結婚。1942年から1946年まで美術文化協会展に出品。
1945年はじめに埼玉県浦和市に疎開していたが、原爆投下後に位里の実家のある広島へ駆けつけ、その惨状を目撃した。帰京後、ほどなくして日本共産党に入党。1946年には日本美術会結成に参加。アトリエで開催していた早朝デッサン会には後に絵本画家として活躍するいわさきちひろも参加し、デッサンなどに影響を与えた。1947年には前衛美術会結成に参加、同年5月の第1回前衛美術展には《解放され行く人間性》（東京国立近代美術館蔵）を発表している。女流画家協会展にも第1回展より参加した。
1950年2月の第3回日本アンデパンダン展に、位里との共同制作《八月六日》（のちの原爆の図第1部《幽霊》）を発表。8月に第2部《火》、第3部《水》を加えて、三部作完成記念展を日本橋丸善画廊と銀座三越で開催。同時に絵本『ピカドン』（ポツダム書店）を刊行する。10月には広島市内の原爆ドーム南隣にあった五流荘（爆心地文化会館）にて「原爆の図展」を開催。この展覧会の開催には、峠三吉の主宰する広島の詩人サークル「われらの詩の会」の仲間たちが協力した。米軍を中心とする連合国軍の占領下で、朝鮮戦争も勃発したことでさまざまな圧力があったにもかかわらず、「原爆の図展」はその後全国各地を巡回し、当時検閲によって報じられなかった原爆の被害を多くの人に伝える役割を果たした。1953年1月には世界平和評議会より国際平和賞を位里とともに受賞。同年に青山通春・今井正監督の映画『原爆の図』（新星映画社）公開。同年6月には「原爆の図」三部作を携えてデンマークのコペンハーゲンで開催された第2回世界婦人大会に参加。続いてハンガリーのブダペストで開催された世界平和評議会に参加し、ブダペスト国立美術館で海外で初めての「原爆の図展」が6月17日から5日間開催される。その後、中国の北京やルーマニアのブカレスト、デンマークのコペンハーゲンなどを経て、1955年にはイギリス各地を巡回。その際に制作されたパンフレットには、ジョン・バージャーが「原爆の図」についての最初の英文テキストを寄せている。さらにオランダやイタリアなどヨーロッパ各地で展覧会が開かれ、1956年には10部作完成を記念して国際運営委員会が組織され、東アジアやヨーロッパ、オセアニアなどで世界巡回展が行われた。
1963年に部分的核実験停止条約が締結されると、その評価を巡り日本の原水禁運動は分裂。俊と位里は1964年6月に朝倉摂、出隆、国分一太郎、佐多稲子、佐藤忠良、野間宏、本郷新、山田勝次郎、宮島義勇、渡部義通とともに党改革の意見書を提出し、翌月に日本共産党を除名される。同年夏には「原爆の図」の世界巡回展が終了し帰国した。
1965年、位里の友人画家岩崎巴人から、千葉県松戸市に美術館の候補地があると教えられ移住。しかし、美術館を建設するだけの土地は入手できなかった。
1966年に埼玉県東松山市に移住し、翌年5月に原爆の図丸木美術館を開設。8月には美術館開館を記念して宮島義勇監督による映画『原爆の圖』が完成。1970年には「原爆の図展」が初めてアメリカで開催され、ニューヨークのニュースクール・アートセンターをはじめ各地を巡回した。1973年に広島市平和記念館（現広島市平和記念資料館）の依頼により「原爆の図」の集大成と位置づけた壁画《原爆―ひろしまの図》（現在は広島市現代美術館蔵）を制作し、その後は原爆だけでなく、さまざまな戦争による虐殺、公害、差別などの社会問題を主題とした大作を描きつづけた。1979年にはブルガリアの第3回反ファシズム・トリエンナーレ国際具象美術展に《三国同盟から三里塚まで》を出品。ソフィア特別賞を受賞し、ブルガリア国立美術館へ寄贈。ブルガリア美術協会の名誉会員､ソフィア名誉市民に認定された。
1981年には土本典昭監督、武満徹音楽、石牟礼道子詩による映画『水俣の図・物語』、1984年には前田憲二監督の映画『命どう宝　おきなわ戦の図』も公開されている。
絵本作家としても数多くの作品を残し、1971年には『日本の伝説』（文・松谷みよ子、位里とともに絵を担当、講談社、1970年）が第3回ブラティスラヴァ世界絵本原画展でゴールデンアップル賞を受賞。1980年には絵本『ひろしまのピカ』（小峰書店）を刊行、第3回絵本にっぽん大賞を受賞。さらに全米図書館協会ミルドレッド・バチェスター賞、ボストングローブ・ホーンブック賞、ジェーン・アダムズ平和賞を受賞するなど国内外で高く評価され、15ヵ国語圏で翻訳出版された。1982年には絵本『みなまた海のこえ』（文・石牟礼道子、位里とともに絵を担当、小峰書店）で第32回小学館絵画賞、1984年に出版された絵本『おきなわ島のこえ』（位里との共著、小峰書店）で、1985年度第16回[[講談社出版文化賞]]・絵本賞を受賞している。2000年には第30回赤い鳥文学賞特別賞を受賞した。
1986年にはジャン・ユンカーマンとジョン・W・ダワーの製作による映画『劫火―ヒロシマからの旅』（Hellfire: A Journey from Hiroshima）が公開され、1988年にマサチューセッツ州立芸術大学から位里とともに名誉博士号を授与される。
1995年にはニューヨーク州立大学アルバニー校ローレンス・S・ウィットナー教授がノーベル平和賞候補として位里とともに選考委員会に推薦した。同年、エイボン女性大賞受賞。位里とともに埼玉県民栄誉章受賞、広島市市制功労者として表彰される。翌1996年には朝日賞を受賞。
1995年には池田20世紀美術館「丸木位里・丸木俊の世界展」、2012年には一宮市三岸節子記念美術館「生誕100年記念 丸木俊展　女絵かきがゆく―モスクワ、パラオ、そして原爆の図」展、2016年には平塚市美術館「香月泰男と丸木位里・俊、そして川田喜久治」展、2018年にはベルナール・ビュフェ美術館「絵画と想像力　ベルナール・ビュフェと丸木位里・俊」、広島市現代美術館「丸木位里・俊《原爆の図》をよむ」展が開催された。
2000年（平成12年）1月13日、敗血症のため埼玉県入間郡毛呂山町の病院で死去。87歳没。
遠縁の親戚としてNHKアナウンサーの赤松俊理がいる。

## 刊行書目

### 著作
- 絵ハ誰デモ描ケル　眞善美社、1949 ※「赤松俊子」名
- ちび筆（位里との共著）　室町書房、1954 ※「赤松俊子」名
- 絵は誰でも描ける（位里との共著）　室町書房、1954 ※「赤松俊子」名
- 生々流転　実業之日本社、1958 ※「丸木俊子」名
- 幽霊 原爆の図世界巡礼　朝日新聞社、1972
- 女絵かきの誕生　朝日新聞社（朝日選書）、1977
- 鎮魂の道 原爆・水俣・沖縄（位里との共著）　岩波書店、1984
- 言いたいことがありすぎて　筑摩書房、1987、ISBN 4-480-81247-4
- 丸木俊 女絵かきの誕生　日本図書センター（人間の記録）、1997、ISBN 978-4820542582

### 画集・図録など
- 画集普及版 原爆の図　青木書店（青木文庫）、1952 ※「赤松俊子」名
- 画集 原爆の図　虹書房、1959 ※「丸木俊子」名
- 画集 原爆の図　田園書房、1967
- 画集 原爆の図　原爆の図丸木美術館、1972
- 画集 原爆の図　角川書店、1974
- 雁がとぶ古城 チェコスロバキア旅のスケッチ　創樹社、1977
- 原爆の図　講談社（講談社文庫）、1980
- 画集 原爆の図　原爆の図丸木美術館、1982
- THE HIROSHIMA MURALS―The Art of Iri Maruki and Toshi Maruki　講談社インターナショナル、1985
- 保存版・豪華画集 原爆の図　小峰書店、1990
- 丸木位里・丸木俊の世界 生命への熱い視線　池田20世紀美術館（原爆の図丸木美術館発行）、1995
- 増補保存版 原爆の図　小峰書店、2000
- 普及版完本 原爆の図　小峰書店、2000
- 奔る女たち 女性画家の戦前・戦後 1930-1950年代　栃木県立美術館、2001
- 美術家たちの「南洋群島」　町田市立国際版画美術館、高知県立美術館、沖縄県立博物館・美術館（東京新聞発行）、2008
- 生誕100年記念 丸木俊展　一宮市三岸節子記念美術館、2012
- 戦争／美術1940-1950 モダニズムの連鎖と変容　神奈川県立近代美術館、2013
- ピース・ミーツ・アート！　広島県立美術館、2013
- 戦後70年：もうひとつの1940年代美術―戦争から、復興、再生へ　栃木県立美術館、2015
- 1945±5年　兵庫県立美術館、広島市現代美術館、2016
- 絵画と想像力　ベルナール・ビュフェと丸木位里・俊　ベルナール・ビュフェ美術館、2016
- POSTWAR: Art between the Pacific and the Atlantic 1945-1965　Haus der Kunst, 2016
- 香月泰男と丸木位里・俊、そして川田喜久治　平塚市美術館、2016
- 丸木位里・俊《原爆の図》をよむ　広島市現代美術館、2018
- 原爆の図 丸木位里と丸木俊の芸術　原爆の図丸木美術館、2019
- TRIO パリ・東京・大阪 モダンアート・コレクション　東京国立近代美術館、大阪中之島美術館、2024

### 関連書籍
- 「『原爆の図』とその周辺」織田達朗、『窓と破片：織田達朗評論集』 美術出版社、1972
- 私ではなく、不知火の海が《表現に力ありや》全展開 映画「水俣の図・物語」　北川フラム編 現代企画室、1981
- 日本の童画8 瀬川康男/田島征三/丸木俊　第一法規出版、1981
- 解体劇の幕降りて―60年代前衛美術史―　ヨシダ・ヨシエ 造形社、1982
- 二人の画家―丸木位里・丸木俊の世界　本橋成一写真 晶文社、1987（ポレポレタイムス社より再刊、2005）
- へくそ花も花盛り―大道あや聞き書き一代記とその絵の世界　大道あや 福音館書店、1985
- 絵をかく人に贈る遺言　平松利昭編 樹芸書房、1989（閃きの芸術・流々人生 丸木位里・俊の遺言、2002）
- 池袋モンパルナス　宇佐美承 集英社、1990
- 遺言 丸木位里・俊の五十年　菅原憲義 青木書店、1996
- 丸木位里・俊の時空 絵画としての「原爆の図」　ヨシダ・ヨシエ 青木書店、1996
- 「原爆の図」 描かれた〈記憶〉、語られた〈絵画〉　小沢節子 岩波書店、2002
- 非核芸術案内 核はどう描かれてきたか　岡村幸宣 岩波書店（岩波ブックレット）、2013
- 《原爆の図》全国巡回 占領下、100万人が観た！　岡村幸宣 新宿書房、2015
- 位里と俊　本橋成一写真 オフィスエム、2017
- 「丸木位里と丸木俊―「核」を描くということ」米山リサ、『ひとびとの精神史 第2巻　朝鮮の戦争―1950年代』 岩波書店、2017
- 《原爆の図》のある美術館 丸木位里、丸木俊の世界を伝える　岡村幸宣 岩波書店（岩波ブックレット）、2017
- The Art of Persistence Akamatsu Toshiko and the Visual Cultures of Transwar Japan　Charlotte Eubanks, University of Hawai'i Press, 2019
- 未来へ 原爆の図丸木美術館学芸員作業日誌 2011-2016　岡村幸宣 新宿書房、2020
- 赤松俊子の描いた南洋群島　倉田洋二、諸川由実代ほか ニホンバレ、2020
- 丸木俊　「原爆の図」を描き世界に戦争を伝える　岡村幸宣 あかね書房、2023
- 初版オリジナル復刻版『ピカドン』／『ピカドン』とその時代　原爆の図丸木美術館編　琥珀書房、2023

### 絵本・挿画など
- ヤシノ木ノ下　土家由岐雄 小学館、1942　※「赤松俊子」名
- ヤシノミノタビ　丸山薫 帝国教育出版部、1942　※「赤松俊子」名
- カモメサン　石川光男 國華堂日童社、1943　※「赤松俊子」名
- ミナミノシマ　巽聖歌 中央出版協会、1943　※「赤松俊子」名
- 海の子魂 海洋少年団南洋遠航実記　原道太 誠美書閣、1943　※「赤松俊子」名
- お月さまに昇った話 パラオ島童話集　北村信昭・宮武正道 國華堂日童社、1943　※「赤松俊子」名
- みなみの海　丸山薫 二葉書房、1943　※「赤松俊子」名
- 雪国の太郎　伊藤整 帝国教育会出版部、1943　※「赤松俊子」名
- 太陽のこども　南江次郎 国民図書刊行会、1944　※「赤松俊子」名
- ジャックトマメノキ　塩谷太郎 アソカ書房、1946　※「赤松俊子」名
- ゴボウノオウチ　森田たま 実業之日本社、1946　※「赤松俊子」名
- 太陽と花園　秋田雨雀 二葉書店、1947　※「赤松俊子」名
- 泣かなかった弱虫　徳永直 十月書房、1947　※「赤松俊子」名
- ふしぎなたいこ　トルストイ 小学館、1947　※「赤松俊子」名
- 白いむく犬　アソカ書房、1947　※「赤松俊子」名
- こがものたびだち　堀江千恵子 伝育出版社、1947　※「赤松俊子」名
- お月さまのものがたり　アンデルセン 九十九書房、1947　※「赤松俊子」名
- 太陽よりも月よりも　平塚武二 大日本雄弁会講談社、1947　※「赤松俊子」名
- 鼻が逃げだした話　ゴーゴリ 国民図書刊行会、1948　※「赤松俊子」名
- 僕のお家（紙芝居）　間宮茂輔 日本画劇、1948　※「赤松俊子」名
- 絵のない絵本　アンデルセン 季節社、1948　※「赤松俊子」名
- イーハト―ヴォ物語　宮澤賢治 小山書店、1948　※「赤松俊子」名
- 柿の木のある家　壷井栄 山の木書店、1949　※「赤松俊子」名
- ゴッケル物語　吉岡達夫 刀江書院、1949　※「赤松俊子」名
- ピカドン（位里との共著）　ポツダム書店、1950　※「赤松俊子」名
- 星のひとみ　サカリアス・トペリウス 岩波書店、1953　※「赤松俊子」名
- おとなりさん（紙芝居）　高橋五山 日本紙芝居幻灯株式会社、1953　※「赤松俊子」名
- パセリ通りの古い家　ベナリイ・イスベルト 岩波書店、1955　※「赤松俊子」名
- 十五夜の月　壷井栄 河出書房、1955　※「赤松俊子」名
- 雪の上の七つの太陽　テルディ・ナン 岩波書店、1955　※「赤松俊子」名
- でてきておひさま　うちだみちこ 福音館書店、こどものとも28号/1958年7月号　※「丸木俊子」名
- こまどりのクリスマス　スコットランド民話 渡辺茂男訳 福音館書店、こどものとも57号/1960年12月号　※「丸木俊子」名
- おもちゃと子供　高橋さやか 新評論社、1960　※「丸木俊子」名
- ししおうのなさけ　村岡花子 鈴木学術財団、1960　※「丸木俊子」名
- 南の風の物語　おおえひで 理論社、1961　※「丸木俊子」名
- 天人のはごろも（紙芝居）　堀尾青史 童心社、1961　※「丸木俊子」名
- そりにのって　神沢利子  福音館書店、こどものとも69号/1961年12月号　※「丸木俊子」名
- あり子の記　香山美子 理論社、1962　※「丸木俊子」名
- こびととくつや　村岡花子 集英社、1963　※「丸木俊子」名
- カラスだんなのおよめとり　チャールズ・ギラム（石井桃子訳） 岩波書店、1963　※「丸木俊子」名
- 空からの歌ごえ　いぬいとみこ 三十書房、1963　※「丸木俊子」名
- うみのがくたい　大塚勇三 福音館書店、こどものとも95号/1964年2月号　※「丸木俊子」名
- しあわせの花　神沢利子 理論社、1965
- 五右衛門釜煎り　村山知義 理論社、1965
- ひろすけ童話 4 黒いきこり白いきこり　浜田広介 集英社、1967
- 空からの歌ごえ　いぬいとみこ 理論社、1967
- うさぎのいえ　内田莉莎子　福音館書店、こどものとも155号/1969年2月号
- ロシアのわらべうた　内田莉莎子 さ・え・ら書房、1969
- しゅぜんじものがたり　清水脩 世界出版社、1970
- グリムどうわ　グリム兄弟 学習研究社、1970
- ぶらんこのり　佐藤義美 フレーベル館、1970
- 日本の伝説1～5 松谷みよ子（位里との共作） 講談社、1970　第3回ブラティスラヴァ世界絵本原画展ゴールデンアップル賞受賞
- せむしの小うま　エルショーフ 学習研究社、1971
- 12のつきのおくりもの　内田莉莎子 福音館書店、こどものとも189号/1973年12月号
- さんねんねたろう　大野寛 世界出版社、1972
- ねんねんよう　神沢利子 フレーベル館、1972
- 松谷みよ子全集 4 黒ねこ四代・火星のりんご　講談社、1972
- 蛙よ木からおりてこい　水上勉 新潮社、1972
- チワンのにしき・太陽のむすめ　君島久子・田中かな子 学習研究社、1972
- ごしきのしか　生源寺美子 学習研究者、1973
- おおむかしのむら　たかしよいち 福音館書店、こどものとも204号/1973年3月号
- あかがえるのビルとタルタル　関根栄一 国土社、1973
- あかざばんばとガラ　瀬川拓男（位里との共作） 太平出版社、1973
- 三びきのくま　瀬田貞二 福音館書店、1973
- ふえをふく岩　君島久子 ポプラ社、1973
- 手ながの目　たかしよいち（位里との共作） 岩崎書店、1974
- 鬼女紅葉　柴田道子 国土社、1974
- ポケットの中のひみつ　岡野薫子 フレーベル館、1974
- 星の小ぼとけさま　川村たかし 文研出版、1974
- つつじのむすめ　松谷みよ子 あかね書房、1974
- コン太のシッポ物語　今西祐行 大日本図書、1974
- おつかいありさん　関根栄一 国土社、1975
- 三びきじし　渡辺節子 ポプラ社、1975
- おしらさま　菊池敬一 小峰書店、1976
- 明りになったかたつむり　北畠八穂 岩波書店、1976
- くじゃくのはなび　鐘子芒 偕成社、1976
- 三平旅ものがたり　斎藤了一 国土社、1976
- 千代とまり 松谷みよ子 講談社、1977
- きつねのおきてがみ　菊池敬一 小峰書店、1977
- うしかいとおりひめ　君島久子 偕成社、1977
- あそびましょ　松谷みよ子 偕成社、1977
- 日本霊異記 くさらなかった舌　水上勉 平凡社、1977
- しらとりのぬま　おのちゅうこう 小学館、1978
- きんのくじゃく　君島久子 文研出版、1978
- ルルの家の絵かきさん　宇佐美承（位里との共作） 偕成社、1978
- 北天の星よ輝け　菊池敬一 小峰書店、1978
- 民話劇集 地獄のあばれん坊　小池タミ子 東京書籍、1978
- まえがみ太郎　松谷みよ子 偕成社、1979
- りゅうになりたかったへび　松谷みよ子　大日本図書、1979
- かっぱの目は星の色　菊池敬一 小峰書店、1980
- うさぎのまごころ　武鹿悦子 世界文化社、1980
- 金のおうぎとピカタの魔女　学習研究社、1980
- ひろしまのピカ　小峰書店、1980、ISBN 4-338-02201-9　第3回絵本にっぽん大賞受賞[40] The Batchelder Award受賞
- ねずみのくれたふくべっこ　松谷みよ子　第一法規出版、1980
- たけむすめ　君島久子 小学館、1981
- くびかざりぬすっと　花岡大学 同明社、1981
- 故郷の声　菊池敬一 小峰書店、1981
- 心のふしぎをみつめて　岡部伊都子 筑摩書房、1982
- みなまた海のこえ　石牟礼道子（位里との共作） 小峰書店、1983　第32回小学館絵画賞受賞
- おきなわ島のこえ　（位里との共著）小峰書店、1984　1984年度講談社文化賞・絵本賞受賞
- そばがきくった地蔵さま　かがわあつこ 柴田書店、1984
- とうろうながし　松谷みよ子 偕成社、1985
- 転校生とぼくの秘密　野矢一郎 小峰書店、1986
- うかれがらす　金善慶 筑摩書房、1986
- 台湾の昔ばなし 太陽征伐　張良沢 小峰書店、1988
- どんぶらこっこ すっこっこ　村上ひさ子 福音館書店、こどものとも522号/1999年9月号
- いのちの花　そのだひさこ 絵本「いのちの花」をつくる会、2001
- ちっちゃい こえ（紙芝居）　アーサー・ビナード（位里との共作） 童心社、2019　第58回高橋五山賞特別賞